# Saint-Privat-du-Fau
Saint-Privat-du-Fau is een gemeente in het Franse departement Lozère (regio Occitanie) en telt 118 inwoners (1999). De plaats maakt deel uit van het arrondissement Mende.

## Geografie
De oppervlakte van Saint-Privat-du-Fau bedraagt 24,0 km², de bevolkingsdichtheid is 4,9 inwoners per km².
De onderstaande kaart toont de ligging van Saint-Privat-du-Fau met de belangrijkste infrastructuur en aangrenzende gemeenten.

## Demografie
Onderstaande figuur toont het verloop van het inwonertal (bron: INSEE-tellingen).